# Ivan Leovac
Ivan Leovac (* 4. Februar 1998 in Amstetten, Österreich) ist ein kroatischer Fußballspieler.

## Karriere
Leovac begann seine Karriere bei der SU Aschbach. 2011 kam er in die Jugend des SK Rapid Wien, bei dem er später auch in der Akademie spielte. Im September 2016 debütierte er für die Amateure von Rapid in der Regionalliga, als er am neunten Spieltag der Saison 2016/17 gegen den SC Neusiedl am See in der Startelf stand.
Nach über 30 Spielen für die Amateure erhielt Leovac im Januar 2018 einen bis Juni 2020 laufenden Profivertrag; zudem wurde er als Kooperationsspieler an den Zweitligisten Floridsdorfer AC verliehen. Sein Debüt für den FAC in der zweiten Liga gab er im März 2018, als er am 25. Spieltag der Saison 2017/18 gegen die Kapfenberger SV in der Startelf stand und in der 69. Minute durch Adolphe Belem ersetzt wurde. Bis zum Ende der Leihe kam er zu vier Einsätzen für den FAC. Zur Saison 2018/19 kehrte er wieder zu den Rapid-Amateuren zurück. In der Saison 2018/19 absolvierte er dort 17 Regionalligapartien.
Zur Saison 2019/20 wechselte Leovac zum viertklassigen ASKÖ Oedt.

## Persönliches
Sein Bruder Marin (* 1988) ist ebenfalls Fußballspieler.